# Teniodonts
Els teniodonts (Taeniodonta) són un ordre primitiu de mamífers que visqueren entre el Cretaci i l'Eocè. Aquest grup poc divers i de parentiu incert evolucionà ràpidament a animals excavadors altament especialitzats. Les espècies de teniodonts variaven molt de mida. Algunes eren de la mida de rates i altres de la mida d'ossos. Les espècies més avançades desenvoluparen dents davanteres prominents i grans urpes per excavar. Alguns gèneres, com ara Stylinodon, tenien dents en creixement constant.